# 1987年毒菜事件
1987年毒菜事件，又稱毒菜心事件，是一件始於1987年11月主要發生在香港深水埗區，過百名市民購買及食用內地供港之菜心或芥蘭等蔬菜後中毒送院，並持續到1995年的一系列食物中毒事件。
事件爆發後，香港漁農處（即現今漁護署）及文康市政科經調查後，證實牽涉的該批蔬菜含有過量殘餘除害劑甲胺磷。五家在內地經營供港菜場的批發商經調查後被暫時禁止對香港進口蔬菜，以及一名香港菜商負責人被控告「出售不宜供人食用的食物」並判以罰款；毒菜事件在一個多月後因再無相關新中毒個案而短暫受控。
隨後，香港仍多年持續出現食用內地供港蔬菜後食物中毒之事件。香港及深圳政府各自採取了多個措施避免相關事件繼續發生，例如香港的《信譽農場計劃》推行和深圳的供港菜場管控，以加強管制農藥的使用和出入口蔬菜的檢驗；至1995年起措施始見成效，因甲胺磷而引發的食物中毒事件亦慢慢緩和。

## 事發經過
1987年冬天的11月末，香港深水埗區開始出現多宗有市民因食用菜心後不適送院的事件。11月25至27日的三天內，有53名市民進食過有問題菜心後痾嘔不止而需送到醫院治療，其中19人需留院觀察。53名受影響市民年齡由3歲至75歲，分別被送到明愛醫院、瑪嘉烈醫院、廣華醫院和伊利沙伯醫院治療。中毒個案中，有兩個家庭在26日從深水埗順寧道街市的兩個流動菜販購入菜心，放至第二天烹煮進食後開始不適。
至11月28日，全港累積有88名市民皆懷疑曾進食過菜心後不適而被送院，出現的病徵包括手腳麻痺、嘔吐及頭暈，當中45人需要留醫。香港政府方面表示，已由文康市政科和市政總署派員追查有毒菜心懷疑之源頭深水埗，並收集蔬菜樣本作化驗；同時文康市政科亦與深水埗環境衛生區在順寧道採取特別行動，收集300公斤蔬菜並將之銷毀。另一方面，漁農處向香港本地農戶呼籲使用農藥時需符合條例，以及向市民呼籲在煮食前需要徹底清洗蔬菜。
11月30日，香港政府表示從化驗所驗出有問題的菜心中含有香港禁用的農藥甲胺磷，懷疑該批菜心來自深圳，而批發菜商則位於元朗下鄉。期後在12月，香港政府化驗所的化驗結果顯示，在被抽驗的300多個蔬菜樣本之中，除14個菜心樣本之外，另有2個芥蘭樣本同樣含有農藥甲胺磷，含量比世界衛生組織之安全標準一百萬分之一高出了40倍。
12月3日，文康市政科衛生顧問白禮醫生在市政局食物衛生委員會中表示，受毒菜影響的中毒市民大部分已經康復；而懷疑受污染菜心已被查出來源，並已禁止了該批來源之菜場蔬菜在香港市面出售。而與事件有關的殺蟲劑在香港未有註冊，在香港使用屬違法。
自1987年12月中起，在香港市面無再發現有「毒菜心」出售，中毒個案亦緩和而暫告受控。而此一波毒菜心中毒事件期間，香港共有116人因懷疑曾進食含過量殘餘農藥的菜心而感不適接受治療。

## 各界反應

### 香港政府
在中毒事件開始出現後，香港政府即時從市民和深水埗順寧街街市處將有問題菜心樣本交政府化驗所化驗。市政總署表示，根據入院者病徵，相信該批菜心受到農藥化學品污染，原因可以是因為種植時使用過量農藥，或在蔬菜運輸過程中沾染了化學物質。
隨後的一個月內，文康市政科持續抽查香港市面所出售的蔬菜，行動中發現五個在蔬菜統營處批發市場內的菜商的蔬菜含有香港並無註冊之殺蟲劑甲胺磷。該五個菜商在深圳和寶安經營供港菜場，所生產的蔬菜經由本港各合作社送至蔬菜統營處的批發市場批銷，而菜商被驗出批銷蔬菜含過量農藥後已被禁止入口蔬菜。
1987年12月，市政總署以「出售不宜供人食用的食物」為由發出傳票檢控一名蔬菜批發商，指被告於12月4日在長沙灣市場一輛貨車上出售由深圳運港菜心，當中每公斤含有5毫克甲胺磷，比聯合國安全標準超出五倍。蔬菜批發商被告在1988年2月1日於法庭上認罪，被判罰款三千元，另需繳付化驗費二百元和菜款十元。
漁農處
漁農處（即現今漁護署）表示，香港自1977年起已有法例管制使用及出售農藥，而甲胺磷因毒性過高而被完全禁止入口香港和零售；但在中國內地甲胺磷的管制則與香港不同，只有禁止在蔬菜及短期農作物上使用，長期農作物如蔬果、水稻等則未有限制使用，亦沒有禁止甲胺磷出口和零售。12月10日，漁農處與深圳的動植物檢疫所進行了在毒菜事件發生後首次、每年舉行兩次的港深動植物檢疫工作小組例會。漁農處代表在會上表示已提供有關懷疑入口菜商的資料予深圳代表，亦希望與深圳在將來加強食物衛生管制之合作。

### 菜聯社
12月3日下午，漁農處聯同新界蔬菜產銷合作社聯合總社（菜聯社）舉行記者招待會。菜聯社表示他們旗下有26個合作社會員，在香港政府證實毒菜事件後已經合作社通知深圳菜農，加強教育菜農對農藥的認識。同時，菜聯社保證了由合作社批銷的本地蔬菜之生產過程合符香港法例的農藥規定。菜聯社亦表示已對兩個懷疑蔬菜含有甲胺磷的深圳菜場勸告停止輸入蔬菜，兩個菜場雖否認出產的蔬菜含有甲胺磷但亦接受建議暫停供港。

### 區議會
中西區區議會在12月17日的會議討論中表示，當時香港法例未有管制進口食品所含的殺蟲劑和農藥份量，亦沒有規定進口食品上必須印有農藥成份標籤及食物有效期；建議香港政府應修例以加強管制。

### 深圳
深圳當局在爆發初期即成立專責小組，加強檢查各供港菜場使用農藥的情況和檢查農作物出口。同時，深圳政府亦頒布緊急措施，如受檢驗蔬菜有可疑即會整批扣留；另一方面會派出兩隊人員到深圳每一個菜場作檢查和抽取樣本。
深圳動植物檢疫所
深圳動植物檢疫所是當時期香港漁農處唯一與深圳有聯繫的單位。12月10日，深圳動植物檢疫所副所長在雙方每年舉行兩次的例會上表示，他們工作只負責動植物之檢疫，而具體農藥的檢驗工作歸深圳商品檢驗局工作範圍；但同意雙方應各自採取短期及長期措施以解決問題，並會向有關單位反映，禁止生產受污染的菜場供菜至香港，以及加強邊境抽查及檢驗。
深圳商品檢驗局
負責檢驗深圳出口蔬菜的深圳商品檢驗局（商檢局）表示，出口至香港的蔬菜的檢驗工作分三級管理：一是派員到菜場檢查、二是在文錦渡口岸專設檢查組每天對出口菜進行抽查、三是對蔬菜進行抽樣檢驗。但是，商檢局表示因從深圳進口香港的蔬菜來源眾多，不能完全管理，例如邊境耕作口的菜農會直接將農產送到香港市面出售，過程不受深圳商檢局所管控。
深圳果菜公司
負責從深圳出產的蔬菜出口到香港的深圳果菜公司於事件爆發初時強調，從深圳市出口的蔬菜不會存有違規農藥。深圳果菜公司聲深圳蔬菜在種植期間均有嚴格規定，例如在農民使用農藥時有嚴格限制，以及限制農民在用藥後多少天後才可採摘；同時深圳果菜公司負責人聲稱有問題的菜心是香港商人從內地其他地方如廣州、東莞等購入蔬菜，然後混入到深圳出產的蔬菜之中。

## 後續影響

### 香港市面
於1987年底開始的第一波的毒菜事件，在港深兩地政府採取即時措施如加強農藥管制下曾一度緩和，但到了1988年7月，香港上水區再次出現同樣因進食含過量甲胺磷的白菜和菜心而中毒的案件，導致至少50人不適送院。同年10月底起，香港再有市民進食含過量甲胺磷蔬菜中毒個案，超過400人需要送院。因毒菜引致食物中毒的情況達到高峰，總計491人受事件所影響，確診中毒個案則有303宗。至1989到1990年間，毒菜情況曾轉向穩定，但後來的1991至1995年市面再次出現含過量甲胺磷的毒菜個案。而在之後的時間內，香港雖然未有發現何由除害劑殘餘所引致的食物中毒確診個案，但市面不時會發現蔬菜含過量農藥的事件。

#### 本地生產蔬菜
在香港市面被抽驗出的有問題蔬菜樣均是內地供港之進口蔬菜，本地生產的蔬菜則未有驗出含過量殘餘農藥。香港市民開始對內地供港蔬菜失去信心並轉移追求本地菜，使本地菜在「毒菜心事件」的數年時間內批發價格大幅波動；同時地，因為深圳當局嚴格執行蔬菜配額制度，令本地菜的批發價曾高至28元一斤，本地農戶在這段時間內因此收入增加不少。

#### 對中毒市民長期禍害
1987年起多波中毒事件總計有超過三百名香港市民需要接受醫治，部分更屬重度中毒個案。其中，有個別個案市民因此患上急性肝炎，在隨後十多年更演化成肝硬化和肝癌，長期嚴重影響了中毒個案市民家庭生活。

### 香港政府措施

#### 管制和檢驗
在1987年毒菜事件爆發之時，香港在與中國內地之邊境未有設立食物督察。在1988年11月起，香港實施標籤管制，如供港蔬菜上由深圳當局簽發的標籤資料不全將被禁止進口，或需另外經過化驗才可以繼續進口。
1988年12月16日，菜統處因應毒菜問題設立了化驗所檢驗蔬菜，每天會在供應全港五至六成的菜統處批銷蔬菜中抽取60個樣本化驗。在成立後的一年半時間內，化驗所共驗出了480個樣本含有過量的殘餘農藥；但化驗所的設施只能驗出蔬菜是否含過量殘餘農藥，不能驗出農菜成份。
1996年，食物環境衞生署食物安全中心在文錦渡口岸設立了的食品管制中心，對進口食品進行抽查。文錦渡口岸是陸路鮮活食品入口官方指定的口岸，所有內地供港蔬菜必須經此關口進入。根據食物安全中心在2014年所公布的數字，文錦渡食品管制中心化驗所每年抽驗約1.3萬個入口蔬菜樣本，合格率達99.9%。然而，在毒菜事件後的數十年後，香港與中國內地邊境已開設多個新口岸，不少「走私菜」會經其他關口進入香港而造成的管制漏洞。
另外，近年香港境內雖然有菜統處和食安中心等數個檢測機制，但在每天約1600噸由內地供港的蔬菜之中仍有超過兩成為「走私菜」，即使是來自擁有香港認可資格的內地菜場，他們亦有收集菜場以外沒有產地認可之蔬菜，然後再貼上假標籤供港，繞過官方指定的供港途徑直接送到香港市面銷售。

#### 信譽農場計劃

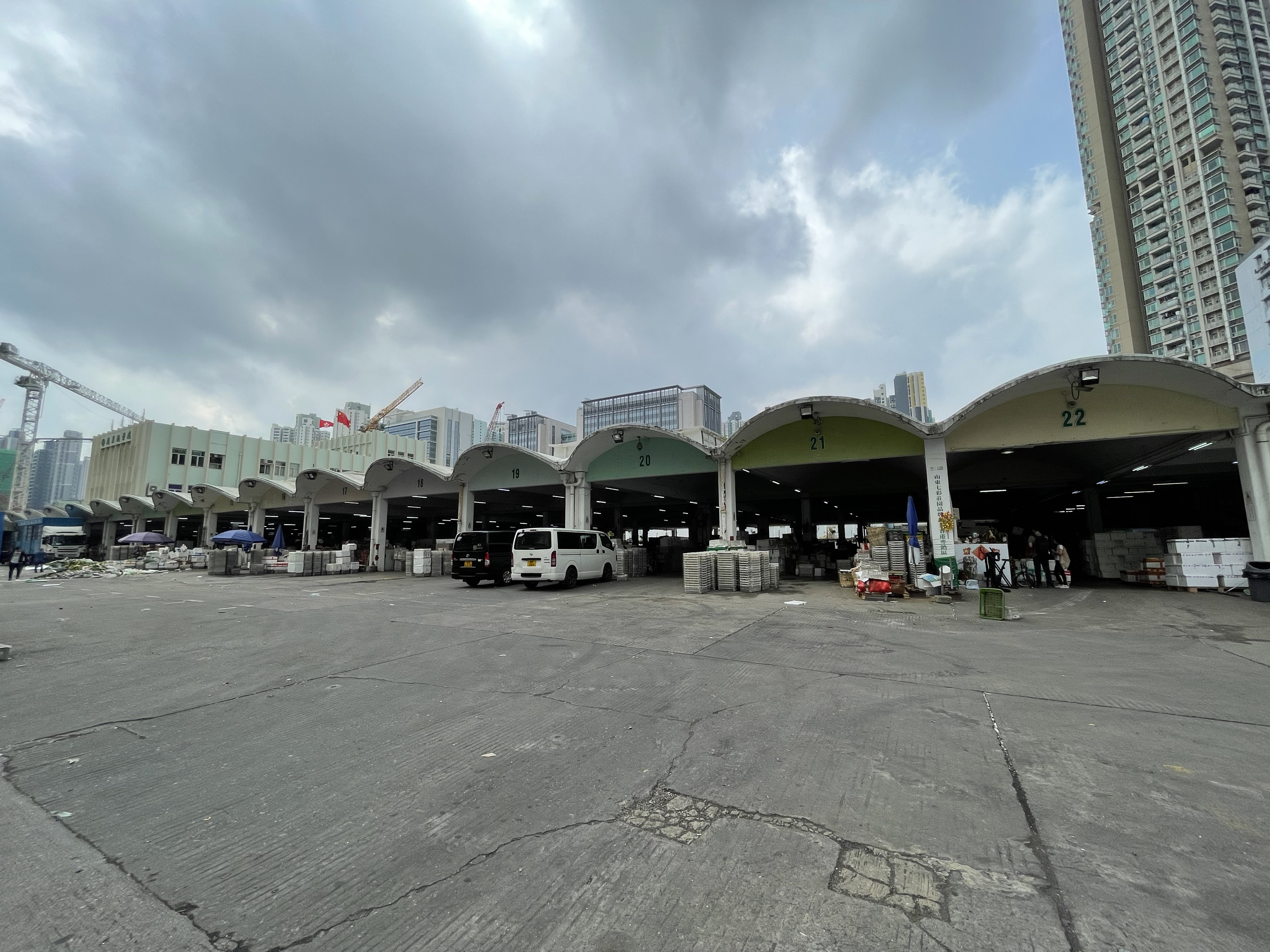
位於長沙灣的蔬菜批發市場，所有登記信譽農場計劃的出產必須經此批發出售。

漁護署因應持續多年出現的毒菜事件影響香港民生，計劃設立制度以從源頭管理蔬菜的生產，以確保蔬菜符合安全標準。1994年，漁護署與菜統處和菜聯社聯合推行《信譽農場計劃》，以自願性質讓香港本地農戶加入認證計劃，向農戶提供耕作技術指導，以及推廣正確的使用農藥方式和檢驗農場環境以確保種植環境安全。而由信譽農場所出產之蔬菜必須經由菜統處於批發市場批發出售，同時菜統處會從中監察和檢驗蔬菜符合安全規定。1998年，《信譽農場計劃》推出「好農夫」品牌，由信譽農場出產的蔬菜將會加上「好農夫」標籤並在指定零售商戶發售，以讓公眾識別。
期後，基於市面出售的蔬菜約四成為內地供港菜場所生產，《信譽農場計劃》在1995年和2011年分別擴展至廣東省和寧夏回族自治區的港資供港菜場，並交由菜聯社作中介人運作。在《信譽農場計劃》推行的初年內，香港市面有75宗毒菜事件，至兩年後的1996年內下降至3宗。

### 相關的修例

#### 中國內地
甲胺磷作為毒菜事件中使市民食物中毒的主要化學品，在中國內地一直未被禁止使用。2008年1月9日，甲胺磷連同对硫磷、甲基对硫磷、久效磷和磷胺共五種高毒农药在国家发展改革委公告中，正式被禁止於中國國內生產、流動及使用。

#### 香港
在香港使用除害劑（例如殺蟲噴霧、除雜草劑等）被香港法例中的第133章《除害劑條例》所規管。條例限制了香港所有除害劑的製造、入口、供應、貯存和售賣，並由漁護署負責執行監管。2014年，香港政府修訂《除害劑條例》以涵蓋《鹿特丹公約》和《斯德哥爾摩公約》中所列明的除害劑。而甲胺磷在2015年對除害劑條例的修訂中依據《鹿特丹公約》加入至《除害劑條例》附表2之被管制除害劑名單中。
2012年，香港政府以「保障公眾健康和促使本地標準與國際標準接軌」為由提出審議《食物內除害劑殘餘規例》（第132CM章），並於2014年8月1日正式實施。規例以國際食品法典委員會為基準，在本地規管在市面出售的食品（包括蔬菜）中的除害劑「最高殘餘限量」和「最高再殘餘限量」符合標準。如任何人進口、製造或售賣含有不符合《規例》除害劑殘餘要求的食物，即屬違法。

### 引用
1. 1 2   (PDF). 食物安全中心. 2017-07-07  [2024-03-14]. （原始内容存档 (PDF)于2019-11-08） （中文（香港））.
2. ↑  . 大公報. 1987-11-28: 4.
3. 1 2 3  . 華僑日報. 1987-12-01: 6.
4. 1 2  . 華僑日報 (香港). 1987-11-29: 5.
5. ↑  . 大公報. 1987-11-29: 4.
6. ↑  . 大公報. 1987-12-12: 4 （中文（香港））.
7. 1 2  . 華僑日報. 1987-12-04: 6 （中文（香港））.
8. ↑  . 華僑日報. 1988-02-02: 6.
9. 1 2  . 大公報. 1988-02-02: 4 （中文（香港））.
10. 1 2 3  周思中 2022，第132-135頁
11. ↑  . 華僑日報. 1987-12-03 （中文（香港））.
12. 1 2 3  . 華僑日報. 1987-12-11: 6 （中文（香港））.
13. ↑  . 大公報. 1987-12-18: 7.
14. 1 2  . 大公報. 1987-12-11: 4 （中文（香港））.
15. 1 2  . 大公報. 1987-12-02: 4.
16. 1 2  . 大公報. 1988-07-07: 5.
17. ↑  . 大公報. 1988-10-31: 6.
18. 1 2  陳月英 2019，第42-45頁
19. ↑  . 明報. 2016-10-17  [2023-12-16].
20. ↑  . 華僑日報. 1990-06-10: 15 （中文（香港））.
21. ↑   (PDF). 立法會: 2. 2009-12-16  [2024-03-14]. （原始内容存档 (PDF)于2024-02-17） （中文（香港））.
22. ↑   (PDF). 立法會: 2. 2021-06-08  [2024-03-14]. （原始内容存档 (PDF)于2024-03-14） （中文（香港））.
23. 1 2  . 香港經濟日報. 2014-08-08  [2024-02-22].
24. ↑  . Breakazine. 2022-02-08  [2024-02-06]. （原始内容存档于2024-02-06） （中文（香港））.
25. 1 2 3  吳光熙. . 新聞刺針 (有線電視). 2015-02-26  [2024-02-22]. （原始内容存档于2024-02-22） （中文）.
26. ↑   (PDF). 立法會. 2008  [2024-02-22]. （原始内容存档 (PDF)于2019-10-30） （中文）.
27. ↑  香港民間學院. . 香港獨立媒體. 2015-02-28  [2024-02-06]. （原始内容存档于2024-02-06） （中文（香港））.
28. 1 2  . 新界蔬菜產銷合作社有限責任聯合總社.   [2023-12-16]. （原始内容存档于2023-11-14）.
29. ↑  饒玖才 2017，第241頁
30. 1 2   (PPT). 食物安全中心. 2012-09-28  [2024-03-07]. （原始内容存档 (PDF)于2019-11-08） （中文（香港））.
31. ↑   (PDF). 漁農自然護理署. 2021-06  [2024-03-07]. （原始内容存档 (PDF)于2024-01-02） （中文（香港））.
32. ↑  長春社.  (PDF) (报告). 香港: 長春社. 2015  [2024-03-16]. （原始内容存档 (PDF)于2023-12-16） （中文）.
33. ↑  . 国家发展改革委. 2008-01-09  [2024-03-07] （中文（中国大陆））.
34. ↑  . 環境保護署. 2023-10-20  [2024-03-07]. （原始内容存档于2022-09-24） （中文（香港））.
35. ↑  . 漁農自然護理署.   [2024-03-07]. （原始内容存档于2022-12-23） （中文（香港））.
36. ↑   (PDF) (新闻稿). 食物及衞生局. 2015-10-09  [2023-12-17].
37. ↑  . 食物安全中心. 2014-07-31  [2024-03-01]. （原始内容存档于2024-03-05）.

## 外部連結
- （繁體中文）食物安全中心 違規樣本的檢測結果 （页面存档备份，存于）